# Romankenkius kenki
Romankenkius kenki és una espècie de triclàdide dugèsid que habita l'aigua dolça d'Austràlia. Els espècimens vius poden arribar a mesurar més de 20 mm de longitud i 3 mm d'amplada. Presenten una coloració dorsal marró fosc i ventral pàl·lida. Tenen un cap de forma triangular.